# Лусамба, Арно
Арно́ Рене́ Лусамба́ (фр. Arnaud Rene Lusamba; 4 января 1997 года, Мец, Франция) — французский футболист, полузащитник турецкого клуба «Аланьяспор». Выступает за «Пендикспор» на правах аренды.

## Клубная карьера
Лусамба является воспитанником академии «Нанси», в которую перешёл в 13 лет. Закончил её в 2014 году, став игроком второй команды. В сезоне 2014/2015 был призван в главную команду, где сразу же стал основным игроком и полностью провёл чемпионат в Лиге 2. Дебют состоялся 1 августа 2014 года в поединке против «Дижона», где Арно появился на поле в стартовом составе и на 61-й минуте отметился забитым мячом в своём первом матче в профессиональном футболе. Всего в первом сезоне он сыграл 30 встреч, в которых забил пять голов.
19 июля 2016 года, несмотря на выход «Нанси» обратно в Лигу 1, подписал контракт с «Ниццей», которая всерьёз рассчитывала на игрока. 14 августа 2016 года дебютировал за неё во французском первенстве поединком против «Ренна».